# Bill Tamplin
Pas d'image ? Cliquez ici

a Compétitions nationales et continentales officielles uniquement.

b Matchs officiels uniquement.
William Ewart Tamplin dit Bill Tamplin, né le 10 mai 1917 à Risca et mort le 10 octobre 1989 à Pontypool, est un joueur gallois de rugby évoluant au poste de deuxième ligne pour le pays de Galles.

## Biographie
Bill Tamplin dispute son premier test match le 1er février 1947 contre l'équipe d'Écosse et son dernier test match contre l'équipe de France le 21 février 1948. Il joue sept matchs en équipe nationale et il participe notamment à la victoire dans le tournoi 1947 et sur les Wallabies cette même année. Il est le capitaine du pays de Galles contre l'Australie. Il joue en club successivement avec le Abergavenny RFC, le Pontypool RFC, le Newport RFC et le Cardiff RFC. Il connaît également une sélection avec les Barbarians en 1948 lors d'un match contre l'Australie.

## Palmarès
- Victoire dans le Tournoi des Cinq Nations 1947

## Statistiques en équipe nationale
- 7 sélections
- 24 points (3 pénalités, 6 transformations)
- Sélections par année : 4 en 1947, 3 en 1948
- Participation à deux Tournois des Cinq Nations en 1947 et 1948.